# Ignacio Zaragoza (Reforma)
Ignacio Zaragoza es una localidad del municipio de Reforma ubicado en el noroeste del estado mexicano de Chiapas.

## Geografía
La localidad de Ignacio Zaragoza se sitúa en las coordenadas geográficas 17°52′11″N 93°11′16″O / 17.869722, -93.187778, a una elevación de 41 metros sobre el nivel del mar.

## Demografía
Según el Conteo de Población y Vivienda 2020, efectuado por el Instituto Nacional de Estadística y Geografía, la localidad de Ignacio Zaragoza tiene 686 habitantes, de los cuales 368 son del sexo masculino y 318 del sexo femenino. Su tasa de fecundidad es de 2.91 hijos por mujer y tiene 157 viviendas particulares habitadas.
| Gráfica de evolución demográfica de Ignacio Zaragoza entre 1940 y 2020 |
|                                                                        |
| INEGI.                                                                 |